# 瑟勒河畔阿马耶
瑟勒河畔阿马耶（法語：Amayé-sur-Seulles，法語：[amaje syʁ sœl] ⓘ）是法国卡尔瓦多斯省的一个市镇，属于卡昂区。

## 地理
瑟勒河畔阿马耶（49°4'49"N, 0°42'52"W）面积5.62 平方千米，位于法国诺曼底大区卡爾瓦多斯省，该省份为法国西北部沿海省份，北濒大西洋英吉利海峡，东北与滨海塞纳省以海上边界相接，东临厄尔省，南至奧恩省，西与芒什省接壤。
与瑟勒河畔阿马耶接壤的市镇（或旧市镇、城区）包括：卡阿涅、瑟勒河畔圣卢埃、特拉西博卡日、欧尔河畔科蒙、欧尔瑟勒。

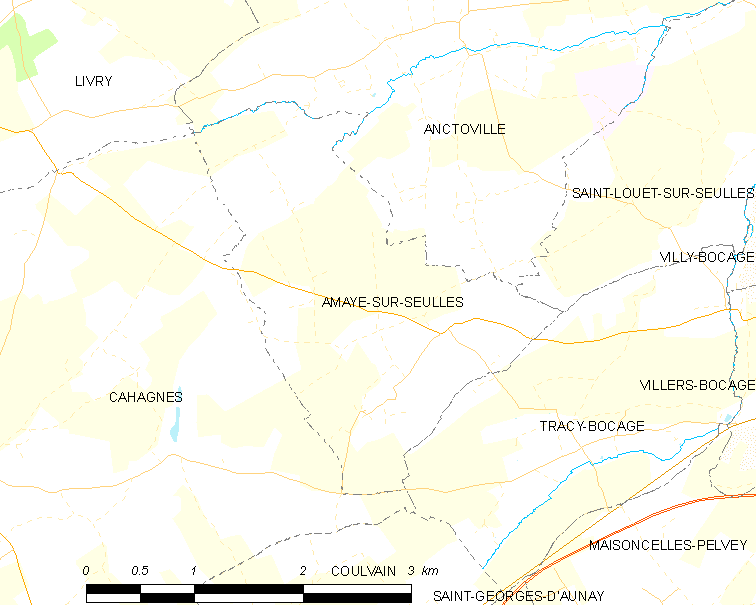
瑟勒河畔阿马耶的OSM定位图

瑟勒河畔阿马耶的时区为UTC+01:00、UTC+02:00（夏令时）。

## 行政
瑟勒河畔阿马耶的邮政编码为14310，INSEE市镇编码为14007。

## 政治
瑟勒河畔阿马耶所属的省级选区为莱蒙多奈县。

## 人口

1962-2008年间瑟勒河畔阿马耶人口变化图示

瑟勒河畔阿马耶于2022年1月1日时的人口数量为211人。